# Фаулер, Норман, барон Фаулер
Питер Норман Фаулер, барон Фаулер (англ. Peter Norman Fowler, Baron Fowler; 2 февраля 1938, Челмсфорд) — британский политик (Консервативная партия Великобритании). Член Палаты общин с 1970 года от избирательного округа Ноттингем Юг, министр транспорта в правительстве Маргарет Тэтчер. С 2016 года по 2021 год лорд-спикер в Палате лордов.